# Лейолописмы
Лейолописмы (лат. Leiolopisma) — род ящериц из семейства сцинковых.
Распространены в Новой Зеландии, Новой Каледонии, на ряде островов Тихого океана, а два вымерших и один ныне живущий вид — эндемичны для Маскаренских островов.

## Классификация
Виды:
- Leiolopisma alazon
- Leiolopisma bardensis
- † Leiolopisma ceciliae — вымер
- Leiolopisma eulepis
- Опоясанная лейолописма (Leiolopisma fasciolare)
- Leiolopisma fuscum
- Leiolopisma lioscincus
- † Leiolopisma mauritiana — вымер
- Leiolopisma paronae
- Лейолописма Телфара (Leiolopisma telfairii)
- Leiolopisma zelandia

Неописанный вымерший представитель рода с острова Реюньон был близок к Leiolopisma mauritiana. Оба таксона ранее относились к роду Didosaurus.